# Babord
Babordul este partea situată în stânga axului longitudinal al unui mijloc de navigație (navă plutitoare), privind de la pupa spre prova.
Termenul se folosește în numeroase expresii, spre a localiza poziția diferitelor instalații sau obiecte de la bord, ori spre a indica direcția la obiecte exterioare în raport cu nava (geamanduri, faruri, o insulă, o navă etc.). De asemenea se utilizează în comenzile la cârmă și mașini. 
Bordul opus se numește tribord.